# Schwabmünchen
Schwabmünchen er en by i Landkreis Augsburg i Regierungsbezirk Schwaben i den tyske delstat Bayern.

## Geografi
Schwabmünchen ligger 24 Kilometer syd for Augsburg mellem floderne Lech og Wertach ved vestenden af Lechfeld. Gennem byen løber floderne Gennach og Singold. Mod vest hæver sig, ca. 5 Kilometer væk Westlichen Wälder.

### Nabokommuner
Schwabmünchen grænser til følgende kommuner (med uret, fra nord):
Großaitingen, Graben, Untermeitingen, Langerringen, Hiltenfingen og Scherstetten

### Bydele , landsbyer og bebyggelser
I Schwabmünchen er følgende bydele , landsbyer og bebyggelser:
Birkach, Engelhof, Ficklermühle, Froschbach, Guggenberg, Hirschwang, Klimmach, Königshausen Leuthau, Mittelstetten, Pfänderhof, Roßgumpen, Schafhof, Schwabegg, Schwabegger Mühle, Schwabmünchen, Taubental, Wertachau (Wertachsiedlung).